# Hellmut Kalbitzer
Hellmut Kalbitzer (ur. 17 listopada 1913 w Hamburgu, zm. 4 lutego 2006 w Hamburgu), polityk niemiecki, działacz Socjaldemokratycznej Partii Niemiec.
Był synem właściciela fabryki cygar. Po ukończeniu szkół pracował u swojego ojca, działając jednocześnie w ruchu socjalistycznym. W 1936 został aresztowany przez gestapo i skazany na dwa lata więzienia; po zwolnieniu działał w antyfaszystowskim ruchu oporu. Po II wojnie światowej włączył się w działania na rzecz odbudowania Socjaldemokratycznej Partii Niemiec, obok m.in. Kurta Schumachera.
Z ramienia SPD był m.in. członkiem władz miejskich Hamburga i deputowanym do Bundestagu (od I kadencji w 1949 do 1965). W latach 1958–1964 zasiadał także w Parlamencie Europejskim, pełniąc od marca 1958 do marca 1962 funkcję wiceprzewodniczącego. Po zakończeniu działalności w parlamencie przez kilka lat zajmował się rozwojem gospodarczym Kenii.
Żona Kallbitzera Emmi (1912-1999) również była zaangażowana w działalność polityczną w ramach SPD. Mieli troje dzieci.